# Ogcodes eugonatus
Ogcodes eugonatus este o specie de muște din genul Ogcodes, familia Acroceridae. A fost descrisă pentru prima dată de Friedrich Hermann Loew în anul 1872. Conform Catalogue of Life specia Ogcodes eugonatus nu are subspecii cunoscute.